# Chicago blues
A Chicago blues a blues egy alfaja, amelynek a szülőhelye Chicago. A Chicago blues a városi blues egy fajtája. A városi blues a klasszikus bluesból fejlődött a „Nagy emigrálás” (Great Migration) vagy „Nagy északi hajtás” (Great Northern Drive) hatására, ami hol önkéntes, hol erőszakos költöztetése volt afro-amerikai polgároknak az Egyesült Államok déli részéből az északi ipari városokba, mint például Chicago. Muddy Waters közvetlenül csatlakozott ehhez a vándorláshoz, mint sokan mások, például Floridából. Bruce Iglauer, az Alligator Records alapítója azt állította, hogy a Chicago blues az iparvárosok zenéje. Továbbá, felfedezve a váltást a bluesban, a Chicago bluesénekes Kevin Moore a következőképpen fejezte ki a blues változását: „új életet kell beleraknod, új vért, új perspektívát. Nem beszélhetsz örökké az földön dolgozó öszvérekről”. A Chicago bluest nagy mértékben befolyásolták a „Mississippi bluesmanek”, akik Chicagóba utaztak az 1940-es évek elején. A Chicago blues hangzása az elektromos gitár és a bluesban sokszor „herfliként” emlegetett szájharmonikán alapszik, az utóbbit gitárerősítőre kötve használták.
A városi bluest Chicagóban és Saint Louisban hozták létre olyan zenészek, akik csak részmunkaidőben, utcazenészként vagy különböző eseményeken zenéltek a fekete közösségekben. Ilyen volt például Kokomo Arnold slide-gitáros, aki a zene mellett a fémiparban dolgozott és szeszfőző is volt. Utóbbi két állása sokkal jövedelmezőbb volt.

## Jelentős zenészek
Jól ismert Chicago blues énekesek/dalszövegírók: Muddy Waters, Howlin’ Wolf, Willie Dixon, Earl Hooker, Slim Harpo és Koko Taylor. A műfaj gitáros képviselői Freddie King, Otis Rush, Luther Allison, Magic Sam, Magic Slim, Syl Johnson, Jimmy Rogers, Buddy Guy, Robert Lockwood Jr., Bo Diddley, Mike Bloomfield, Mike Wheeler, Homesick James, Johnny Shines, Johnny Young, Floyd Jones, Eddy Clearwater, Mighty Joe Young, Phil Guy, Lil' Ed Williams, J. B. Hutto és Elmore James, harmonikán alkotott maradandót Big Walter Horton, Little Walter, Billy Boy Arnold, Charlie Musselwhite, Paul Butterfield, Junior Wells, Corky Siegel, Billy Branch, James Cotton, Jimmy Reed, Sugar Blue és Sonny Terry, billentyűs hangszereken pedig Otis Spann, Lafayette Leake, Blind John Davis, Erwin Helfer, Eddie Ware és Steve Walsh.

## Jelentős lemezkiadók

### Bluebird Records
A Bluebird egy jelentőségteljes név volt a Chicago blues korában, ami Lester Melrose producernek köszönhető, aki létrehozta azt, amit ma „Bluebird-hangzásnak” hívunk. Nagyon sok zenész vett fel lemezeket a Bluebirddel, de akadnak, akiknek minden lemezén a Bluebirdös címke szerepel, olyanok, mint Arthur Crudup, Lil Green vagy Tommy McClennan.

### Chess Records
Ezt a kiadót a Chess testvérek üzemeltették, név szerint Leonard és Phil. Minden valószínűséggel ez volt a leghíresebb lemezkiadó, amely a bluest népszerűsítette. A zenész és kritikus Cub Koda úgy jellemezte a Chesst, mint „Amerika legnagyobb bluesmárkáját”. 1950-től 1969-ig működött, amikor is a testvérek eladták a céget. A legtöbb zenész duplán dolgozott itt, mint szóló- és mint háttérzenész.
Később a Checker Records a Chess Records leányvállalataként üzemelt, és olyan zenészekkel dolgozott, mint Bo Diddley, J. B. Lenoir, Robert Lockwood Jr. és Sonny Boy Williamson II.

### Cobra Records
A Cobra Records független lemezkiadó volt, amely 1956 és 1959 között tevékenykedett. Olyan tehetségeket fedezett fel, mint Otis Rush, Magic Sam és Buddy Guy. Azért volt fontos, mert jelezte a különálló, nyugati hangzás kialakulását és népszerűsödését.
Alapítója Eli Toscano volt, később pedig csatlakozott hozzá Willie Dixon is.

### Alligator Records
Bruce Iglauer alapította ezt a vállalatot 1971-ben, aki korábban egy konkurens cégnek, a Delmarknak volt alkalmazottja. Ez a lemezkiadó a mai napig működik, és blueszenével foglalkozik. Jelentősebb munkatársai Koko Taylor, Buddy Guy, Otis Rush, Hound Dog Taylor és Eddy "The Chief" Clearwater.

## A Chicago blues hatása
A Chicago blues volt a legjelentősebb befolyással a modern rockzenére. Chuck Berry eredetileg a Chess Recordsszal állt szerződésben, ahol megismerkedett Muddy Watersszel, aki hatalmas hatással volt rá, ő ajánlotta Berryt a Chesshez. Habár a Beatlest, amelyet a modern rock alapjának tekintünk, nem befolyásolta komolyabban a Chicago blues, későbbi brit együttesekre, mint a The Rolling Stones, The Yardbirds, The Jimi Hendrix Experience vagy a Creamre jelentős hatással voltak az olyan Chicago blues zenészek, mint Big Bill Broonzy, Willie Dixon, Muddy Waters és Howlin' Wolf.

## Fordítás
Ez a szócikk részben vagy egészben  a   Chicago blues című angol Wikipédia-szócikk ezen változatának fordításán alapul.  Az eredeti cikk szerkesztőit annak laptörténete sorolja fel. Ez a jelzés csupán a megfogalmazás eredetét és a szerzői jogokat jelzi, nem szolgál a cikkben szereplő információk forrásmegjelöléseként.